# Tiger House
Tiger House (Brasil: Na Toca do Tigre ) é um filme de ação e suspense de 2015, dirigido por Thomas Daley e estrelado por Kaya Scodelario, Dougray Scott e Ed Skrein. Scodelario estrela como uma ginasta ferida e grávida que deve defender a casa de seu namorado contra uma invasão de domicílio. O filme é produzido pela Glass Man Films, sediada no Reino Unido, e pela Tiger House Film, da África do Sul. O filme, ambientado no Reino Unido, foi filmado na África do Sul. A Koch Media adquiriu direitos de distribuição para o Reino Unido. Tiger House foi lançado para download digital em 24 de agosto de 2015 e na mídia doméstica em 1 de setembro de 2015.

## Sinopse
Mark, que é de uma família abastada, encontra sua namorada ginasta Kelly depois da escola. Ela fica desconfortável quando ele mostra uma besta. Enquanto demonstrava, ele acidentalmente atira na perna dela. Um tempo não especificado depois, Kelly entra furtivamente na casa de Mark pela janela do segundo andar e o confronta por que ele não a contactou recentemente. Mark revela que seus pais o castigaram e levaram seu celular depois de encontrar um preservativo e drogas entre seus pertences. Lynn, a mãe de Mark, os interrompe. Enquanto Kelly se esconde, ela ouve Lynn insultá-la, chamando-a de classe baixa e indigna de Mark.
Depois que Lynn sai, Kelly diz a Mark que está grávida. Chateado, Mark reclama que seus planos de vida poderiam ser arruinados. Antes que eles possam discutir mais, Mark ouve um baque alto. Sem o conhecimento de Mark, os invasores da casa mataram seu cachorro e tomaram seus pais como reféns. Ele sai do quarto para investigar, e Kelly ouve mais barulhos. Em pânico, ela se esconde debaixo da cama de Mark. A porta do quarto se abre e os ladrões Shane, Callum, Sveta e Reg entram. Shane tem um fragmento de vidro embutido ao seu lado, e eles o colocam na cama. Ele instrui os outros a seguir seu plano: Reg e Sveta devem levar o pai de Mark, Doug, ao seu banco e roubá-lo enquanto Callum e Shane observam os reféns.
Enquanto Callum pesquisa como fazer um torniquete no computador de Mark, Kelly desesperadamente pega um telefone celular, apenas para descobrir que a bateria está descarregada. Callum fica animado quando descobre que Lynn é médica, e ele a liberta temporariamente para que ela possa olhar para Shane. Mark suspeito pode tê-la convidado, Lynn intencionalmente deixa cair um item para que ela possa olhar embaixo da cama. Depois de estabilizar Shane, ela é levada de volta para seu quarto e amarrada com Mark. Enquanto Callum está distraído e Shane descansa, Kelly escapa do quarto. Ela está prestes a sair de casa quando Ferdinand, um homem com quem Lynn está tendo um caso, chega. Quando Ferdinand vê o rosto desmascarado de Callum, Callum o mata.
Enquanto Callum ameaça Mark e Lynn, Kelly se aproxima dele e esfaqueia-o com uma tesoura. Callum a segue de volta para o quarto, e ela foge para o sótão, empilhando objetos pesados no alçapão. No sótão, Kelly encontra a besta de Mark, embora ela não esteja carregada. Quando Callum entra no sótão, ela passa por ele e o prende lá. Shane a para com uma pistola. Ele confessa a ela que sabe que está morrendo e ficou assustado. Depois de uma conversa tensa, na qual ele descobre o assassinato de Ferdinand, Shane permite que Kelly vá. Ela libera Mark e Lynn, e eles correm escada abaixo. Mark e Lynn são imediatamente recapturados por Reg e Sveta, que retornaram do sucesso do assalto.
Reg e Sveta libertam Callum. Depois de pegar uma flecha, Kelly retorna ao sótão e recupera a besta. Quando Reg se recusa a matar os reféns, Callum pega sua espingarda e diz que ele mesmo fará. Quando Callum sai para procurá-la, Kelly atira em Reg com a besta, matando-o, embora ele inicie um incêndio antes de morrer. Enquanto a casa queima, Kelly pula pela janela e surpreende Sveta, matando-o com a mesma flecha usado para matar Reg. Kelly coloca a máscara de Sveta, convencendo Callum a acreditar que ele precisa de ajuda. Antes que ela possa matá-lo, Doug a deixa inconsciente. Enquanto Callum se prepara para matar Kelly, Shane se recupera o suficiente para atirar e matá-lo.
Doug diz que só queria escapar de seu casamento infeliz e se aposentar rico. Culpando-o por toda a provação, Lynn atira e o mata com a espingarda de Reg. Com todos os ladrões mortos, Mark, Kelly e Lynn deixam a casa em chamas. Como Mark ajuda Kelly a carregar seu carro com o dinheiro roubado, ele se oferece para sair com ela. Kelly o impede, dizendo que ele tem toda a sua vida pela frente. Mark e Lynn praticam sua história, na qual dizem que Kelly nunca esteve lá e as brigas causaram a morte dos ladrões, e Kelly se afasta.

## Elenco
- Kaya Scodelario[4] como Kelly
- Dougray Scott[4] como Shane
- Ed Skrein[4] como Callum
- Langley Kirkwood[4] como Sveta
- Brandon Auret[4] como Reg
- Daniel Boyd como Mark, namorado de Kelly
- Julie Summers como Lynn, mãe de Mark
- Andrew Brent como Doug

## Produção
Tiger House é dirigido pelo diretor de teatro Thomas Daley. O filme é produzido pela Glass Man Films, sediada no Reino Unido, e pela Tiger House Film, da África do Sul, com financiamento da Industrial Development Corporation da África do Sul e da Creativity Capital do Reino Unido. Tiger House começou a filmar em fevereiro de 2014. Tiger House, que fica em Surrey, Inglaterra, foi filmado em Cidade do Cabo, África do Sul. As filmagens também ocorreram em Wynberg, um subúrbio da Cidade do Cabo. Com um elenco de nove atores, as filmagens duraram cinco semanas. A pós-produção do filme foi concluída no Reino Unido. O filme foi concluído no final de 2014.

## Lançamento
Altitude Film Sales começou a vender direitos de distribuição em maio de 2013. Em dezembro seguinte, a ZDF Enterprises adquiriu direitos de distribuição para territórios de língua alemã na Europa e a Gulf Film adquiriu direitos para o Oriente Médio. Em novembro de 2014, a Koch Media adquiriu direitos para liberar Tiger House no Reino Unido. Tiger House foi lançado para download digital em 24 de agosto de 2015 e na mídia doméstica em 1 de setembro de 2015.